# Alan Haines
Pour les articles homonymes, voir Haines.
Alan Haines, né le 6 juin 1924 et mort le 17 avril 2011, est un dramaturge britannique. Il est aussi acteur dans des films et à la BBC.

## Biographie
Il a passé quatre ans au service de la Royal Navy durant la Seconde Guerre mondiale.